# 喬于瀛
喬于瀛，字元登，山西平陽府猗氏縣人，清朝政治人物、同進士出身。
康熙三十九年（1700年）庚辰科進士。康熙四十八年，任直隸永平府遷安縣知縣。雍正元年，任吏部額外主事。后升任吏部員外郎。雍正二年，任順天鄉試同考官。雍正二年，擔任廣西分巡右江道。雍正四年，監收潯州廠稅。